# Monumento a Charles Leroux
Monumento a Charles Leroux (em estoniano:  Julgetele ja teotahtelistele inimestele) é uma escultura em Maarjamäe, Tallinn, na Estónia.
A escultura foi feita por Mati Karmin e foi inaugurada em 1989.  